# Lodevès
El Lodevès (en occità Lodevés) és un Parçan o comarca d'Occitània situada al Llenguadoc. La seva vila principal és Lodeva.
Segons la proposta de divisió territorial d'Occitània del diari Jornalet, basada en l'obra de Frederic Zégierman Le Guide des pays de France, el Lodevès estaria ubicat a la regió del Llenguadoc, subregió del Baix Llenguadoc.
Oficialment, les comunes del Lodevès estan situades al nord-oest del departament francès de l'Erau.